# Psilocybe vialis
Psilocybe vialis es una especie de hongo basidiomiceto de la familia Hymenogastraceae. Se distribuye en la costa noreste de Estados Unidos.

## Taxonomía
Psilocybe vialis fue descrita como nueva para la ciencia por el micólogo estadounidense William Alphonso Murrill y publicada en la revista científica Mycologia 15 (1): 11 en 1923.